# Harriette Verwey
Harriette Verwey (Paramaribo, 5 december 1951) is een Surinaams-Nederlands cardioloog.

## Leven en werk
Verwey groeide op in Suriname als dochter van een politieman. Die had graag arts willen worden, maar daar was geen geld voor. Door veel cursussen te volgen, klom hij op tot hoofdinspecteur van politie. Haar moeder ging studeren na de geboorte van haar achtste kind en werd uiteindelijk onderdirecteur van een lagere school.
Harriette Verwey schreef zich in voor de Geneeskundige School in Paramaribo, maar toen die in 1970 dicht ging voor renovatie, ging ze met 34 andere Surinaamse studenten naar Nederland om de eerste twee jaren met een studiebeurs in Leiden te studeren. Na die twee jaar besloot zij in Nederland te blijven, en begon als basisarts in een ziekenhuis in Schiedam. Ze koos voor cardiologie toen zij op de hartbewaking iemand moest reanimeren. Op advies van haar opleider professor Beert Buis ging ze werken in een academisch ziekenhuis, het Leids Universitair Medisch Centrum. Daar was zij lang de enige vrouw in de staf.
Geruime tijd was ze hoofd van de hartbewaking, maar ze werd ontslagen omdat zij zich daar niet verder zou kunnen ontwikkelen. Daarna specialiseerde zij zich in "Gender en hartfalen" en zette zich in voor een speciale aanpak van hartziekten bij vrouwen. Mede doordat zij geregeld optrad in de media, is de aandacht voor hart- en vaatziekten bij vrouwen flink toegenomen.
Toen in 1985 de eerste harttransplantaties in Nederland plaatsvond, werd zij een jaar uitgeleend aan het ziekenhuis waar deze werden uitgevoerd. Tot haar pensionering in 2017 besliste zij samen met elf andere cardiologen welke patiënten in aanmerking kwamen voor een harttransplantatie, en zij bedacht het permanente steunhart (een door een computertje aangestuurde mechanische pomp die de pompfunctie van een hartkamer kan overnemen) voor mensen die daarvoor niet in aanmerking komen. Dankzij het door haar geschreven protocol en het succes van de behandeling is dit opgenomen in de basisverzekering.
Verwey was de eerste zwarte gouverneur van Rotary Zuid-Holland, was voorzitter van de raad van toezicht van de Stichting Etnische Zakenvrouwen Nederland, en is docent aan de Weekendschool voor kinderen uit Leidse achterstandswijken.

## Onderscheidingen
- Sophie Redmond-onderscheiding (2015)
- Officier in de orde van Oranje-Nassau (2017)
- Harper’s Bazaar Woman of the Year Oeuvre Award (2019)[3]